# Anastasia Tsilimpiou
Anastasia Tsilimpiou (griechisch Αναστασία Τσιλιμπίου; * 12. November 1997 in Athen als Anastasia Eirini Tsilimpiou, griechisch Αναστασία Ειρήνη Τσιλιμπίου) ist eine griechische Schauspielerin und Model.

## Leben und Karriere
Tsilimpiou wurde am 12. November 1997 in Athen geboren. Ihr Vater stammt aus Rumänien und ihre Mutter aus Griechenland. Im Alter von fünf Jahren begann sie als Kindermodel zu arbeiten, indem sie bei Anzeigen und Fotoshootings für griechische Zeitschriften mitmachte. Ihr Debüt gab sie 2006 in der Fernsehserie Gia Tin Kardia Enos Angelo. 2010 war sie in der Serie To Nisi zu sehen. Außerdem spielte sie 2015 in der türkischen Serie Muhteşem Yüzyıl: Kösem. Anschließend bekam sie 2018 in Orgi die Hauptrolle. Ihre nächste Hauptrolle bekam sie 2021 in Komanta Kai Drakoi. Sie spricht Griechisch, Rumänisch, Englisch und Türkisch.

## Filmografie
Filme
- 2018: Mazi Ta Fagame

Serien
- 2006–2007: Gia Tin Kardia Enos Angelo
- 2010: To Nisi
- 2015: Muhteşem Yüzyıl: Kösem
- 2018–2019: Orgi
- 2021: Komanta Kai Drakoi